# Hebron (Indiana)
Pour les articles homonymes, voir Hebron.
La ville de Hebron est située dans le comté de Porter, dans l’État de l’Indiana, aux États-Unis. Sa population s’élevait à 3 724 habitants lors du recensement de 2010, estimée à 3 694 habitants en 2016.

## Source
- (en) Cet article est partiellement ou en totalité issu de l’article de Wikipédia en anglais intitulé « Hebron, Indiana » (voir la liste des auteurs).